# 太平桥东街
太平桥东街，是位于北京市西城区中部的一条胡同。现已无存。

## 简介
太平桥东街为东西走向，东起二龙路西街，西到太平桥大街，全长155米，平均宽4米。清朝称“王爷佛堂”，因为其北面有郑亲王府家庙而得名。1911年之后，西段从王爷佛堂析出，改称太平桥。因为地处太平桥东侧，1965年北京市整顿地名时两段合并改称太平桥东街。2000年代，为兴建中海凯旋，太平桥东街被拆除。